# Charles Joseph Germain
Pour les articles homonymes, voir Germain.
Charles Joseph Germain (1904-1964) est magistrat général français.